# Breeches

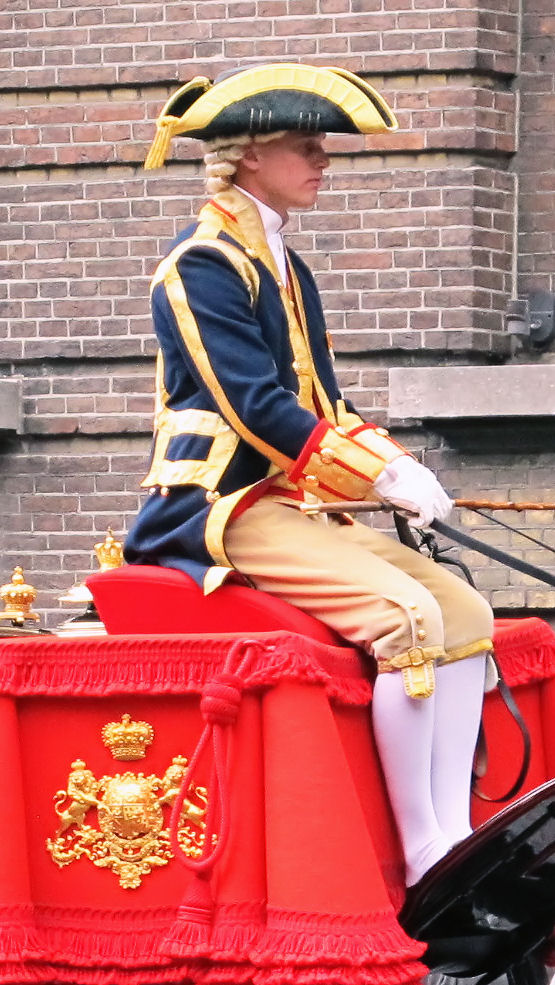
Breeches in der historischen Form als Teil der Livree eines Kutschers des niederländischen Königshofes (2013)

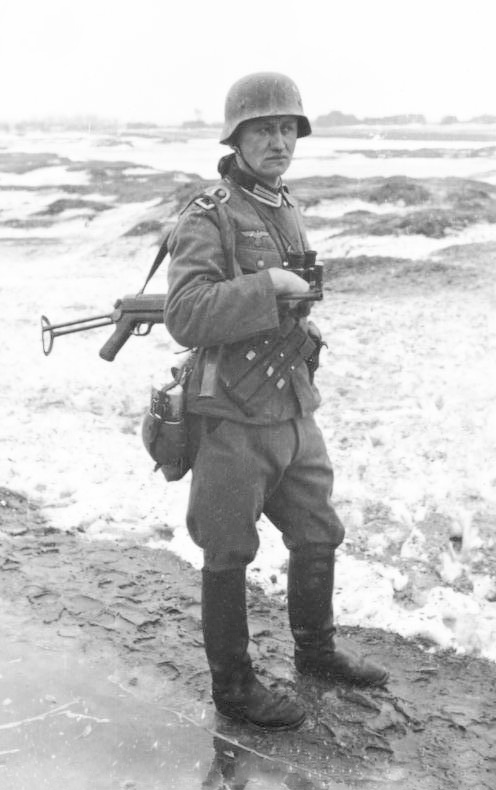
Breeches in moderner Form: Unterfeldwebel der Wehrmacht (1941)

Breeches ist die Bezeichnung für eine Art von Hose, deren Form sich im Verlauf der Zeit von der Kniebundhose zur Reithose wandelte. Während sie am Oberschenkel weit gearbeitet ist, liegt sie unterhalb des Knies dicht an. 

## Entwicklung der Form
Breeches in der ursprünglichen Form wurden ab dem späten 16. Jahrhundert getragen. Die Kniehose (Culotte) wurde zum Symbol des Ancien Régime.  Als Teil der Livree von Dienern blieb sie mancherorts bis heute erhalten. 
Die heutige, an den Oberschenkeln ballonförmig ausgebeulte Form der Breeches wurde im späten 19. Jahrhundert als Reit- und Uniformhose populär und endet nicht mehr unbedingt direkt unterhalb des Knies. Jodhpurs sind ein typisches Beispiel für die Verwendung als Reithose. Mit dem charakteristischen Erscheinungsbild der deutschen Streit- und Sicherheitskräfte in der Zeit des Nationalsozialismus eng verbunden, gerieten Breeches in Westdeutschland als Uniformhose nach 1945 aus der Mode. In der Nationalen Volksarmee der DDR waren Breeches unter dem Namen Stiefelhose allerdings weiter Bestandteil der Dienst- und Paradeuniform der Offiziere und Fähnriche und wurden bis zum Mai 1990 getragen.

## Wortherkunft
Breeches ist ein seit etwa 1205 bekannter doppelter Plural. Das Wort entstand aus dem altenglischen brēċ oder brœ̄ċ, welches bereits der Plural zu brōc ‚Kleidung für Beine und Rumpf‘ war. Ursprünglich bezeichnete es ein Tuch, das sowohl von Männern als auch Frauen als Unterkleidung getragen wurde. Im Mittelalter bezeichneten die Worte breeches und braies Unterhosen.
Im späten 16. Jahrhundert begann breeches das Wort Hose als allgemeiner Begriff für männliche Oberbekleidung für den unteren Körperteil zu ersetzen (während das deutsche ‚Hosen‘, auch ein Plural, das Wort Bruch verdrängte). Diese Bedeutung erhielt sich, bis die knielangen Breeches im Alltagsgebrauch von langen Hosen ersetzt wurden.
Breeches bezieht im englischen Sprachraum auch die dazugehörige Oberbekleidung mit ein.